# Feuerwehr- und Katastrophenschutz-Ehrenzeichen (Berlin)
Das Feuerwehr- und Katastrophenschutz-Ehrenzeichen des Landes Berlin wurde bereits am 9. Mai 1978 gestiftet und mit der Verwaltungsvorschrift über die Verleihung eines Feuerwehr- und Katastrophenschutz-Ehrenzeichens vom 15. März 2016 erweitert. Es dient dabei im Land Berlin als Anerkennung von Verdiensten um die Feuerwehr, den Rettungsdienst sowie den Zivil- und Katastrophenschutz.

## Einteilung des Ehrenzeichens
Das Feuerwehr- und Katastrophenschutz-Ehrenzeichen wird in sechs Stufen verliehen:
- Stufe 1: Silbernes Feuerwehr- und Katastrophenschutz-Ehrenzeichen am Bande für 10-jährige ehrenamtliche Tätigkeit,
- Stufe 2: Goldenes Feuerwehr- und Katastrophenschutz-Ehrenzeichen am Bande für 25-jährige ehrenamtliche Tätigkeit,
- Stufe 3: Goldenes Feuerwehr- und Katastrophenschutz-Ehrenzeichen am Bande mit der Zahl 40 in gekreuzten Eichenlaub für 40-jährige ehrenamtliche Tätigkeit,
- Stufe 4: Goldenes Feuerwehr- und Katastrophenschutz-Ehrenzeichen am Bande mit der Zahl 50 in gekreuzten Eichenlaub für 50-jährige ehrenamtliche Tätigkeit,
- Stufe 5: Goldenes Feuerwehr- und Katastrophenschutz-Ehrenzeichen am Bande mit der Zahl 60 in gekreuzten Eichenlaub für 60-jährige ehrenamtliche Tätigkeit,
- Sonderstufe: Goldenes Feuerwehr- und Katastrophenschutz-Ehrenzeichen als Steckkreuz.[2]

| Die Stufen des Berliner Ehrenzeichen  | Die Stufen des Berliner Ehrenzeichen | Die Stufen des Berliner Ehrenzeichen               | Die Stufen des Berliner Ehrenzeichen               | Die Stufen des Berliner Ehrenzeichen               | Die Stufen des Berliner Ehrenzeichen                                             | Die Stufen des Berliner Ehrenzeichen |
| ------------------------------------- | ------------------------------------ | -------------------------------------------------- | -------------------------------------------------- | -------------------------------------------------- | -------------------------------------------------------------------------------- | ------------------------------------ |
|                                       |                                      |                                                    |                                                    |                                                    |                                                                                  |                                      |
| Stufe 1 in Silber seit 1978 verliehen | Stufe 2 in Gold seit 1978 verliehen  | Stufe 3 in Gold mit Eichenlaub seit 2000 verliehen | Stufe 4 in Gold mit Eichenlaub seit 2016 verliehen | Stufe 5 in Gold mit Eichenlaub seit 2016 verliehen | Sonderstufe als Steckkreuz seit 1978 verliehen, hier mit der alten Bandsschnalle |                                      |

## Verleihung

### Verleihungsberechtigter Personenkreis
Für verdienstvolle ehrenamtliche Tätigkeit nach Vollendung des 16. Lebensjahres in den Bereichen Feuerwehr, Rettungsdienst, Zivil- und Katastrophenschutz kann das Ehrenzeichen verliehen werden an:
a) Angehörige der Freiwilligen Feuerwehren in der Berliner Feuerwehr
b) Angehörige der privaten Hilfsorganisationen von Berlin
- Arbeiter-Samariter-Bund
- Deutsche Lebens-Rettungs-Gesellschaft
- Deutsche Rote Kreuz
- Johanniter-Unfall-Hilfe und des
- Malteser-Hilfsdienstes
- Gesellschaft für den Zivilschutz in Berlin (bis 2013)

c) Angehörige der Berliner Ortsverbände der Bundesanstalt Technisches Hilfswerk.
Das Ehrenzeichen der Sonderstufe kann dabei jeder Person (das heißt, es ist nicht an einem bestimmten Personenkreis gebunden) verliehen werden und zwar:
a) für besondere Verdienste um die Feuerwehr, den Rettungsdienst, den Zivil- oder Katastrophenschutz oder
b) für besonders mutige und entschlossene Hilfeleistung unter Gefährdung von Leben oder Gesundheit bei der Brandbekämpfung, bei Unglücksfällen oder anderen Notlagen.

### Verleihungsantrag
Das Ehrenzeichen kann nur auf Antrag verliehen werden, wobei die Antragsberechtigung von den bereits oben erwähnten Stellen ausgeht (z. B. des Malteser-Hilfsdienstes usw.). Diese sollen für die Auszeichnung der Sonderstufe nicht mehr als eine Person benennen, wobei die Antragstellung für die Verleihung der Sonderstufe nicht explizit auf diese Stellen beschränkt ist, sondern von allen Einwohnern und Dienststellen des Landes Berlin beantragt werden kann. Anträge der Freiwilligen Feuerwehren sind über die Berufsfeuerwehr zu stellen.

### Verleihungsausschluss
Das Land Berlin hat bei der Verleihung des Ehrenzeichens drei Ausschlussgründe festgelegt. Diese sind:
1. Die zu beleihenden Personen sind durch eine würdige, allgemeine Lebensführung der Auszeichnung würdig.
2. Die Sonderstufe wird nicht an Personen verliehen, die lediglich in Ausübung ihrer beruflichen oder dienstlichen Tätigkeiten gehandelt haben, sowie wenn für die zugrundeliegende Tat bereits die Rettungsmedaille des Landes Berlin verliehen worden ist (oder ansteht).
3. Die Verleihung der Rettungsmedaille geht dem Ehrenzeichen in der Sonderstufe vor, wobei das Ehrenzeichen in der Sonderstufe der Erinnerungsmedaille vorgeht.

### Verleihende und aushändigende Stelle
Das Ehrenzeichen wird von der Leitung der für Inneres zuständigen Senatsverwaltung verliehen und ab der 2. Stufe auch ausgehändigt, wobei die Aushändigung der Sonderstufe im Amtsblatt für Berlin öffentlich bekannt gemacht wird.

### Besitznachweis und Ersatz
Über die Verleihung des Ehrenzeichens erhält die bzw. der Beliehene eine von der Leitung der Senatsverwaltung für Inneres und Sport unterzeichnete Urkunde. Das Ehrenzeichen selber geht dabei in das Eigentum der bzw. des Beliehenen über, es verbleibt nach dem Ableben den Hinterbliebenen als Andenken. Verloren gegangene Ehrenzeichen werden nicht ersetzt, können jedoch auf eigene Kosten neu beschafft werden.

## Form und Beschaffenheit des Ehrenzeichens

### Ehrenzeichen
Das Feuerwehr- und Katastrophenschutz-Ehrenzeichen der Stufe 1 bis 5 besteht aus einem 45 × 45 mm großen, rot emaillierten, weiß gefassten Kreuz mit geschwungenen dreispitzigen Kanten in der Art eines verbreiterten Pisaner Kreuzes, dem ein weiß emaillierter Rundschild mit dem farbigen Landeswappen aufgelegt ist. Aus den vier Einbuchtungen des Kreuzes sowie den Winkeln der Kanten wächst, je nachdem was für eine Stufe verliehen wurde, ein silberfarbenes oder goldfarbenes stilisiertes Blattornament hervor. Bei den Stufen 3 bis 5 befinden sich auf dem Band zusätzlich zwei gekreuzte Eichenlaubblätter und die entsprechende Zahl. Die Rückseite aller Stufen des Kreuzes trägt die erhaben geprägte Inschrift: Für Hilfe in Not / Land Berlin.

### Bandfarbe
Das Band zum Ehrenzeichen ist rot-weiß-rot (Landesfarben) mit silber- oder goldfarbener Einfassung. Die Bandschnalle ist in der gleichen Farbgebung.

### Sonderstufe
Das Feuerwehr- und Katastrophenschutz-Ehrenzeichen der Sonderstufe besteht aus einem 45 × 45 mm großen, rot emaillierten, goldfarbenen gefassten Steckkreuz mit konkaven Armen in der Art des Leopoldkreuzes, dem ein weiß emaillierter Rundschild mit dem farbigen Landeswappen aufgelegt ist. Aus den Winkeln der Kreuzarme wächst je ein goldfarbenes Eichenblatt hervor. Die Rückseite des Kreuzes trägt die erhaben geprägte Inschrift: Für Hilfe in Not / Land Berlin sowie Nadel mit Gegenhaken. Alle goldfarbenen Teile des Kreuzes sind (echt) vergoldet. Die Bandschnalle der Sonderstufe hat zusätzlich vier goldfarbene Streifen mit einem Miniaturkreuz.

## Trageweise
Das Ehrenzeichen wird in Originalgröße nur bei feierlichen Anlässen getragen, dazu gehören insbesondere:
- der Tag der Verleihung des Ehrenzeichens
- Staatsempfänge und
- Dienstjubiläen.

Die Bandschnalle kann an der Schutzbekleidung im Ausbildungs- und Übungsdienst sowie bei Einsätzen getragen werden. Der Bandsteg (mini) ist jedoch nur für die Zivilbekleidung bestimmt. Zu beachten ist, dass nach der Verleihung der 2. Stufe (in Gold), die Bandschnalle zum silbernen Ehrenzeichen abzulegen ist. Gleiches gilt, wenn das Ehrenzeichen der 3. bis 5. Stufe verliehen worden ist, so ist die vorangegangene Stufe abzulegen. Da weitere Angaben in der Verwaltungsvorschrift zur Tragweise nicht aufgeführt worden sind, darf die Sonderstufe als Steckkreuz parallel zur letzten verliehenen Stufe (am Bande) getragen werden.